# John McCrae

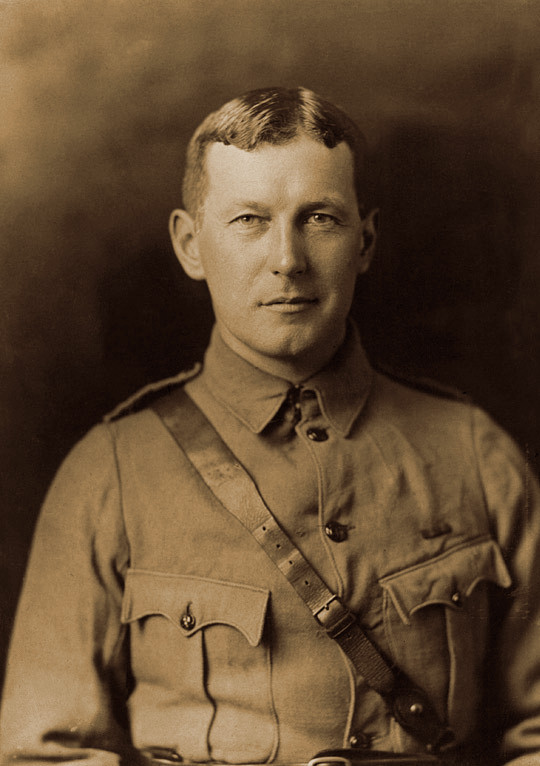
Lieutenant Colonel John McCrae um 1914

John McCrae (* 30. November 1872 in Guelph, Kanada; † 28. Januar 1918 in Boulogne-sur-Mer, Frankreich) war ein kanadischer Dichter, Schriftsteller und Mediziner, der während des Ersten Weltkriegs als Sanitätsoffizier im medizinischen Korps der kanadischen Streitkräfte diente. McCrae wurde im englischsprachigen Raum durch sein Kriegsgedicht In Flanders Fields bekannt, das er aus Trauer über einen gefallenen Kameraden verfasst hatte.

## Leben

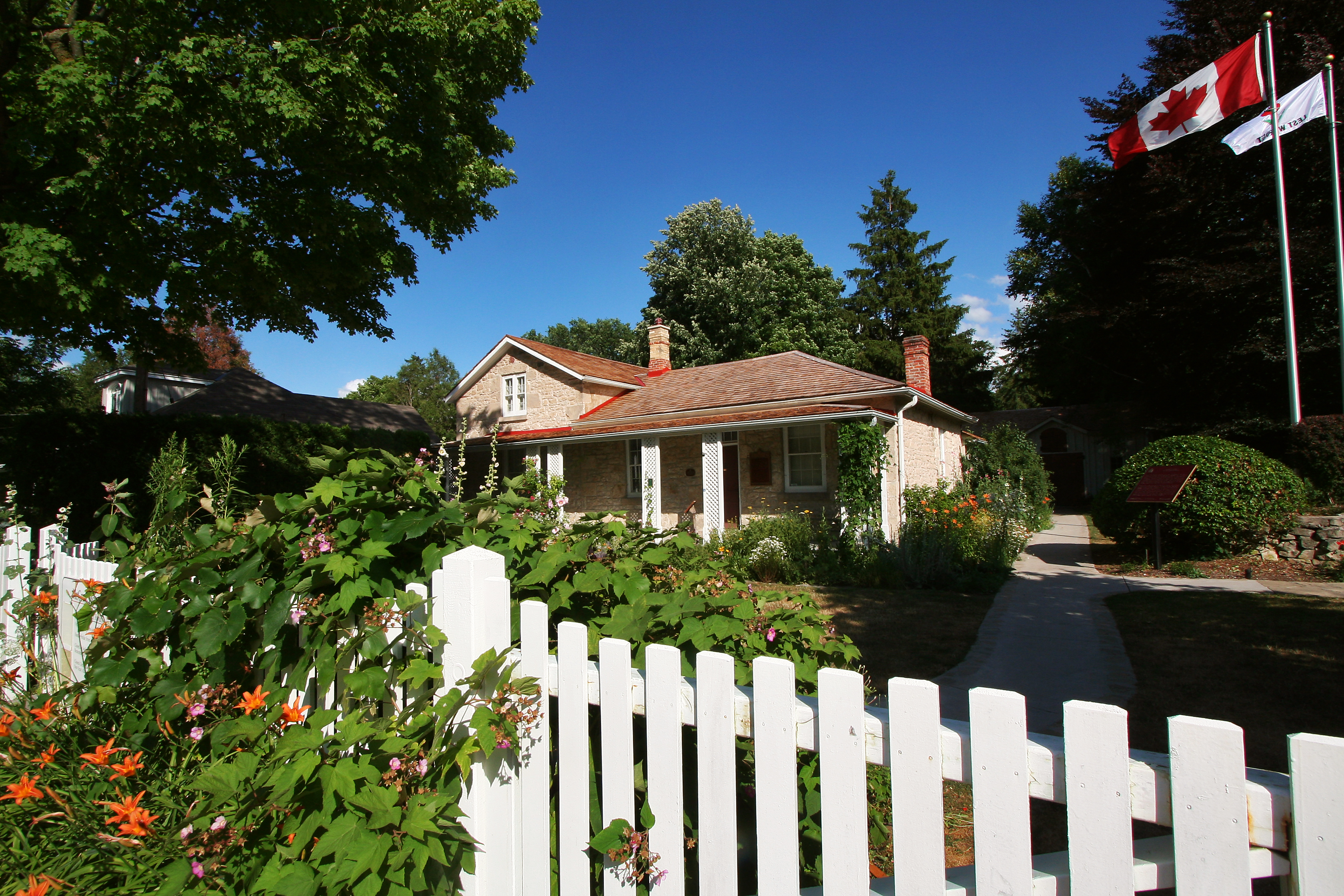
Das Geburtshaus in Guelph, heute das McCrae House

John McCrae stammte von schottischen Einwanderern ab. Er war der zweite Sohn von Lieutenant David McCrae und Janet Simpson Eckford. Vom Vater hatte er die Begeisterung für militärische Dinge übernommen. Mit 14 Jahren wurde er Kadett im Hatfield Cadet Corps. Er war ein hervorragender Schüler, der mit 16 Jahren ein Stipendium an der University of Toronto erhielt. Dort graduierte er 1894 zunächst mit dem Bachelor of Arts, wandte sich dann aber der Medizin zu und schloss 1898 als Doktor der Medizin (M.D.) ab. An der Universität verfasste und veröffentlichte McCrae erste Gedichte. Bereits während des Studiums hatte sich McCrae dem Miliz-Regiment The Queen’s Own Rifles of Canada angeschlossen, in dem er zum Captain aufstieg und als Kompaniechef fungierte. Im Royal Military College of Canada in Kingston erfuhr er eine Ausbildung zum Artilleristen. Am Garrett Hospital, einer Kinderklinik in Maryland, machte er eine ärztliche Weiterbildung. 1902 folgte eine Weiterbildung zum Pathologen am Montréal General Hospital. 1904 wurde er Assistenzarzt für Pathologie am Royal Victoria Hospital in Montreal. Noch im selben Jahr ging er zu Studienzwecken nach England und wurde Mitglied des Royal College of Physicians of Edinburgh.

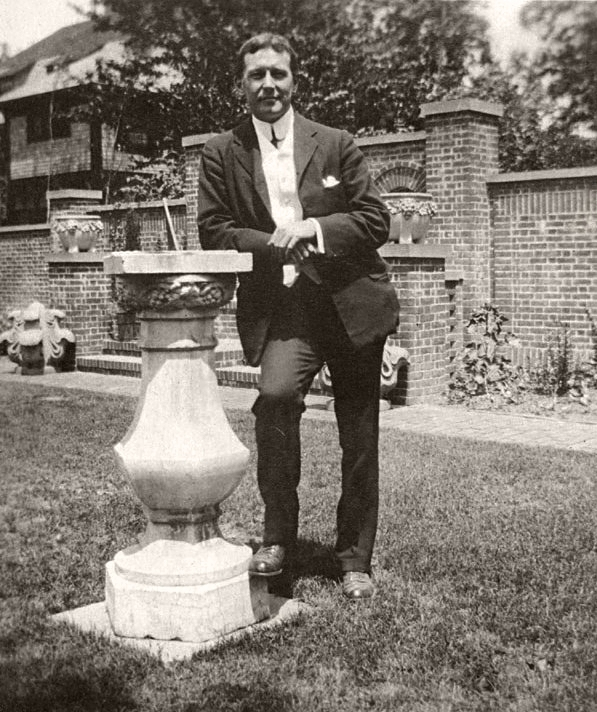
John McCrae um 1912

Obwohl er weiterhin an verschiedenen Kliniken arbeitete, eröffnete er 1905 seine eigene Praxis in Montreal. 1908 wurde er Arzt für Infektionskrankheiten am dortigen Royal Alexandra Hospital. 1910 schloss er sich einer Kanu-Expedition des Generalgouverneurs von Kanada, Lord Grey, durch die Hudson Bay an. Während des Zweiten Burenkriegs diente McCrae als Artillerist. Nach seiner Rückkehr wurde er zum Professor für Pathologie an der University of Vermont ernannt, wo er bis 1911 lehrte (zeitgleich dozierte er auch an der McGill University in Montreal).

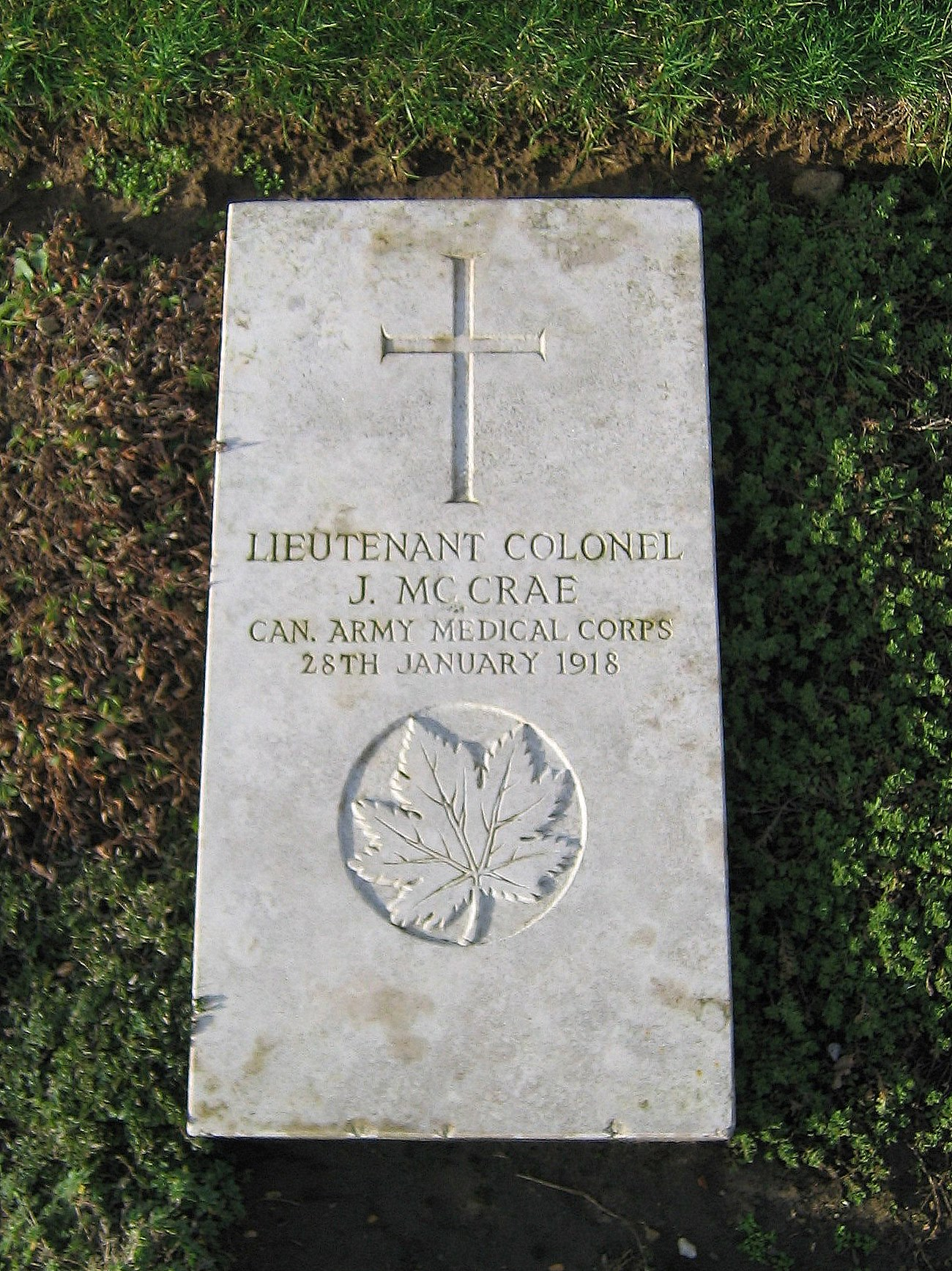
John McCraes Grab in Wimereux, Nordfrankreich

Als Großbritannien dem Deutschen Reich den Krieg erklärte, wurde Kanada als Dominion des Empires ebenfalls Kriegsteilnehmer. McCrae wurde zum Sanitätsarzt im Rang eines Lieutenant Colonel ernannt und kam in der Zweiten Flandernschlacht bei Ypern zum Einsatz. Der Tod seines Kameraden und früheren Studenten Lieutenant Alexis Helmer inspirierte ihn am 3. Mai 1915 zu dem Gedicht In Flanders Fields, das im selben Jahr in der britischen Zeitschrift Punch erschien und binnen kurzer Zeit zu einem der populärsten Gedichte über den Krieg wurde.
Am 1. Juni 1915 wurde McCrae zum No. 3 Canadian General Hospital in das nordfranzösische Dannes-Camiers, nahe Boulogne-sur-Mer, abkommandiert. Das Feldlazarett, das nur aus Zelten bestand, hielt der rauen Witterung jedoch nicht lange stand, und so wurde das Hospital in eine alte Jesuitenschule in Boulogne umquartiert. Während dieser Zeit verschlechterte sich der Gesundheitszustand McCraes, der ohnehin zeitlebens an Asthma litt und vom Kriegsgeschehen geschwächt war. Am 28. Januar 1918 verstarb er an den Folgen einer Lungenentzündung in Kombination mit einer Meningitis. McCrae wurde mit allen Ehren auf dem Friedhof von Wimereux, bei Boulogne, beigesetzt.
Kurze Zeit nach seinem Tod erschien eine Sammlung seiner Gedichte unter dem Titel In Flanders Fields and Other Poems.

## Postume Ehrungen

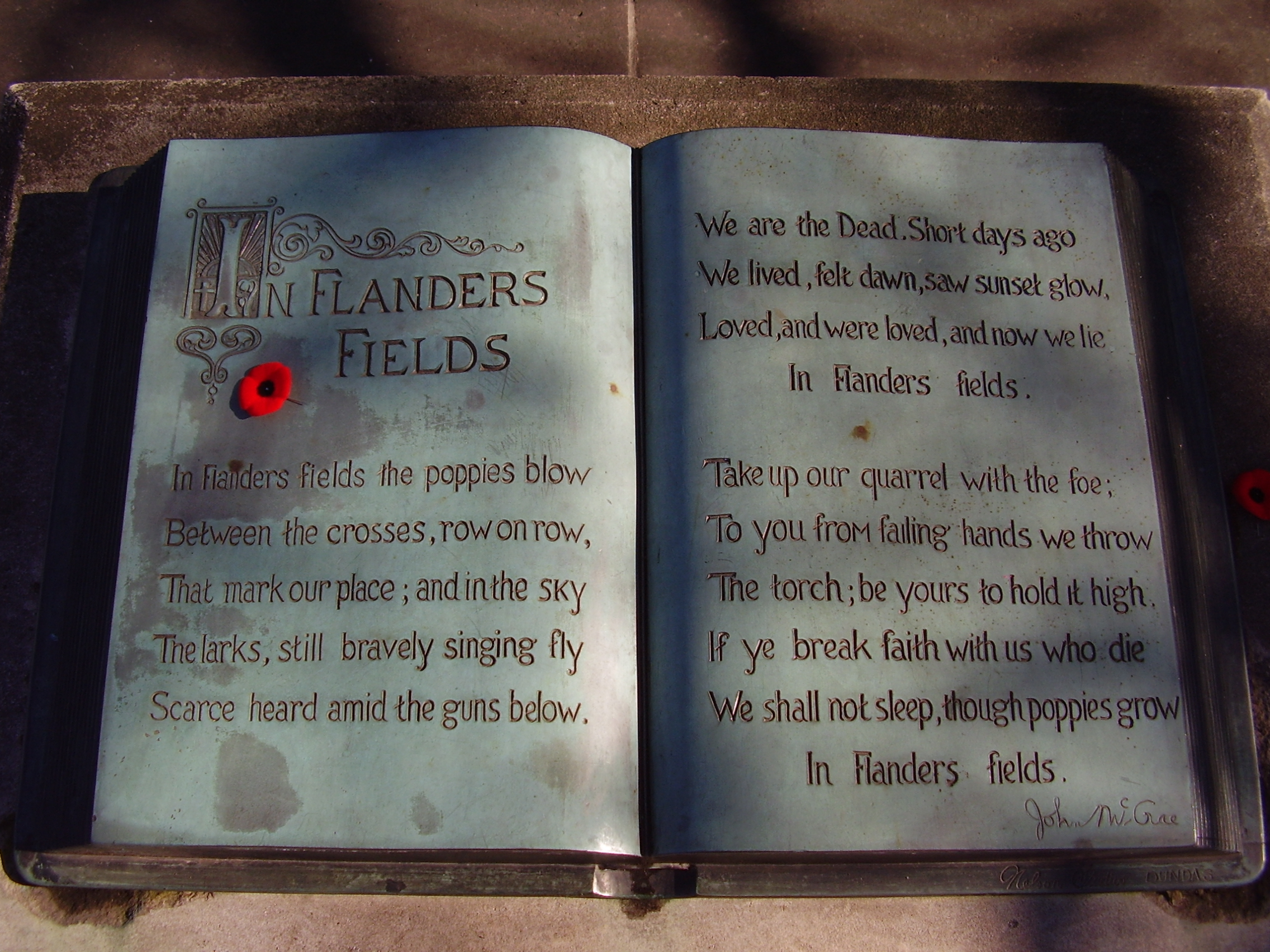
Das Gedicht am McCrae House, Guelph, aufgenommen am Remembrance Day, 2009

In Kanada sind zahlreiche öffentliche Einrichtungen, vornehmlich Schulen, zu Ehren von John McCrae benannt, so auch die John McCrae Public School in seinem Geburtsort Guelph. Sein dortiges Geburtshaus, das McCrae House, beherbergt ein Museum. Überdies zeigt das Canadian War Museum in Ottawa in der Lieutenant-Colonel John McCrae Gallery Sonderausstellungen. Am 15. Mai 1946 ehrte die kanadische Regierung McCrae dadurch, dass sie ihn zu einer „Person von nationaler historischer Bedeutung“ erklärte.
In den Tuchhallen von Ypern erinnert das nach McCraes Gedicht benannte In Flanders Fields Museum an die Geschehnisse des Ersten Weltkriegs. In Ypern selbst ist ein Straßenzug an dem Kanal, an dem sich McCraes Verbandsplatz befand, nach ihm benannt. Eine Kurzbiografie mit einem Foto befindet sich zu seinem Gedächtnis in der Sankt-Martins-Kathedrale in Ypern.
2015 wurde McCrae in die Canadian Medical Hall of Fame aufgenommen.